# There Must Be More to Love Than This
Albums de Jerry Lee Lewis
In Loving Memories: The Jerry Lee Lewis Gospel Album
(1971) Touching Home
(1971)
There Must Be More to Love Than This est un album de Jerry Lee Lewis, enregistré sous le label Mercury Records et sorti en 1971.

## Liste des chansons
1. There Must Be More to Love Than This (en) (T. LaVerne/B.Taylor)
2. Bottles and Barstools (Glenn Sutton (en))
3. Reuben James (B. Etris/A. Harvey)
4. I'd Be Talkin' All the Time (C. Howard/L. Kingston)
5. One More Time (Butler/Crutchfield/Killen)
6. Sweet Georgia Brown (Bernie/Casey/Pinkard)
7. Woman, Woman (Get Out of My Way) (Linda Gail Lewis/Cecil Harrelson)
8. I Forgot More Than You'll Ever Know (Cecil A. Null)
9. Foolaid (Harrelson/Carmen Holland)
10. Home Away from Home (Jerry Chestnut)
11. Life Has Its Little Ups and Downs (Margret Ann Rich)

## Source de la traduction
- (en) Cet article est partiellement ou en totalité issu de l’article de Wikipédia en anglais intitulé « There Must Be More to Love Than This (album) » (voir la liste des auteurs).